# Air Passenger Duty

L'Air Passenger Duty (APD) est un droit d'accise qui s'applique aux avions de transport de passagers au départ d'un aéroport du Royaume-Uni ou de l'île de Man. Cette accise ne s'applique pas aux passagers en transit pendant moins de 24 heures. 

## Taux
L'Air Passenger Duty tient compte de la distance parcourue, faisant payer bien plus cher un vol à longue distance. Si le but de l'APD est de limiter l'impact climatique du transport aérien, elle ne prend pas en compte l'efficacité écologique et les émissions de l'aéronef.
| Catégorie      | Classe économique | Autres classes | Avions de plus de 20 t et moins de 19 passagers |
| -------------- | ----------------- | -------------- | ----------------------------------------------- |
| A (< 2 000 mi) | 13 £              | 26 £           | 78 £                                            |
| B (> 2 000 mi) | 82 £              | 180 £          | 541 £                                           |

La catégorie est déterminée par la distance entre Londres et la capitale du pays ou territoire de destination : si celle-ci est inférieure à 2 000 miles (environ 3 200 km), il s'agira d'une catégorie A, sinon d'une catégorie B.
La catégorie A comprend les pays de l'Europe géographique (incluant la Russie d'Europe et la Turquie), les îles de la mer Méditerranée, quatre pays du Maghreb : Algérie, Libye, Maroc (Sahara occidental inclus) et Tunisie, ainsi que les Açores, Madère, les Canaries, le Groënland le Svalbard et les Îles Féroé.
Le budget 2021 a prévu une évolution du montant de la taxe pour la classe économique à partir d'avril 2023 : il sera réduit de moitié pour les vols intérieurs, tandis que la catégorie B sera divisée en deux : les trajets de 2 000 à 5 500 miles passeront à 87 £, et ceux de plus de 5 500 miles à 91 £.

### Historique
Le montant double,, à compter du 1er février 2007, et le taux réduit est dès lors appliqué à tous les pays du ciel unique européen.

## Impact
Selon les prévisions du Trésor, l'augmentation de 2007 réduirait les émissions de dioxyde de carbone de 0,2 à 0,5 million de tonnes (estimation centrale : 0,3) par an d'ici à 2010-2011, et les gaz à effet de serre émis à haute altitude de 0,4 à 2 millions de tonnes-équivalent CO2 (estimation centrale : 0,75) par an bien que l'efficacité et l'impact écologique aient été contestés.
En 2011, une alliance de groupes d’entreprises, d’aéroports, de compagnies aériennes, et d’associations professionnelles appelle le Trésor à procéder à une évaluation de l’impact macroéconomique de la taxe, et à réformer et réduire cette taxe.
En 2013, une étude de PwC trouve que la suppression de l'APD pourrait augmenter le PIB britannique d'environ 0,45% au cours des 12 premiers mois, et un peu moins de 0,3% par an entre 2013 et 2015, soit 16 milliards de livres supplémentaires. De plus, sa suppression permettrait une augmentation de 6 % des investissements et 5 % des exportations en 2015. Près de 60 000 emplois pourraient être créés entre 2013 et 2020. L'abolition de l'APD entraînerait une perte de recettes fiscales de 3 à 4 milliards de livres sterling, que PwC suggère de compenser en augmentant d'autres taxes.Le rapport conclut à un gain net de 0,25 milliard de livres sterling par an pour le gouvernement.
Le ministre du Tourisme du Kenya, Najib Balala, a critiqué l'APD pour son impact négatif sur le tourisme et l'économie des pays en développement.

## en Écosse
Les aéroports de la région des Highlands ainsi que des îles Orcades, Shetland et Hébrides sont exemptés.
Le gouvernement écossais souhaite diminuer de 50 % cette taxe, et à terme la supprimer totalement. En août 2015, le vice-premier ministre John Swinney et le secrétaire à l'Infrastructure, Keith Brown, ont commencé à réfléchir à l'adaptation de cette taxe en Écosse. Cependant, en mai 2019, ce projet est abandonné, en raison des engagements climatiques de l'Écosse.

## en Irlande du Nord
En juin 2017, le Parti conservateur et le Parti unioniste démocratique sont convenus de diminuer ou supprimer d'APD en Irlande du Nord. le 1er novembre 2011, le montant de l'accise pour les longues distances est ramené au même niveau que celui pour les courtes distances, soit en pratique un vol pour les États-Unis taxé à 12 livres au lieu de 60 en classe économique, et 24 au lieu de 120 en classe affaires. 